# Alexander Wassiljewitsch Tatarinow
Alexander Wassiljewitsch Tatarinow (russisch Александр Васильевич Татаринов; * 14. April 1982 in Swerdlowsk, Russische SFSR) ist ein ehemaliger russischer Eishockeyspieler, der zuletzt bis 2017 beim HK Almaty in der kasachischen Eishockeyliga unter Vertrag stand.

## Karriere
Alexander Tatarinow begann seine Karriere als Eishockeyspieler beim HK Spartak Moskau, für dessen Profimannschaft er in der Saison 1998/99 sein Debüt in der Superliga gab. Nach dem Abstieg von Spartak Moskau spielte er drei Jahre lang für den Superliga-Teilnehmer Lokomotive Jaroslawl, wobei er in der Saison 2000/01 parallel für Kristall Saratow in der Wysschaja Liga, der zweiten russischen Spielklasse, aktiv war. In dieser Zeit wurde er beim NHL Entry Draft 2000 in der zweiten Runde von den Phoenix Coyotes als insgesamt 53. Spieler und beim CHL Import Draft 2001 in der ersten Runde von den Windsor Spitfires an Gesamtposition 44 ausgewählt. Er blieb aber in Russland. Nachdem er die Saison 2001/02 bei Amur Chabarowsk beendet hatte, verbrachte er die folgende Spielzeit bei Molot-Prikamje Perm.
Zur Saison 2003/04 kehrte Tatarinow zu Spartak Moskau zurück und stieg mit seiner Mannschaft in die Superliga auf. Er selbst blieb jedoch in der Wysschaja Liga und verbrachte die folgenden eineinhalb Jahre beim HK Metschel Tscheljabinsk und Chimik Woskressensk. Von 2006 bis 2010 spielte er für Metallurg Nowokusnezk – zunächst in der Superliga und ab der Saison 2008/09 in der neu gegründeten Kontinentalen Hockey-Liga. In der Saison 2009/10 spielte er parallel zudem zwei Mal für Disel Pensa in der Wysschaja Liga. Zur Saison 2010/11 wechselte der Russe innerhalb der KHL zu Awtomobilist Jekaterinburg. Nachdem er auch die folgende Spielzeit bei Awtomobilist in der KHL begonnen hatte, wurde sein Vertrag im Oktober 2011 aufgelöst.
Im November 2011 wurde er vom HK Donbass Donezk aus der Wysschaja Hockey-Liga verpflichtet. Nach einem knappen Jahr in der Ukraine wechselte er zu Molot-Prikamje Perm und 2013 weiter zum HK Almaty nach Kasachstan. Dort beendete er 2017 seine aktive Laufbahn.

### International
Für Russland nahm Tatarinow an der U18-Junioren-Weltmeisterschaft 2000 teil. Dabei erzielte er in sechs Spielen drei Tore und gab zwei Vorlagen und trug damit zur Silbermedaille bei.

## Erfolge und Auszeichnungen
- 2000 Silbermedaille bei der U18-Weltmeisterschaft
- 2004 Aufstieg in die Superliga mit dem HK Spartak Moskau

## KHL-Statistik
(Stand: Ende der Saison 2010/11)